# Charles Brown (giocatore di roque)
Charles Brown (Onarga, 12 marzo 1867 – Oak Park, 7 giugno 1937) è stato un giocatore di roque statunitense, vincitore di una medaglia di bronzo nel roque singolare maschile ai Giochi della III Olimpiade.

## Palmarès
In carriera ha conseguito i seguenti risultati:
- Giochi olimpici

Saint Louis 1904: bronzo nel roque singolare maschile.